# Don Cherry (trompettist)
Donald Eugene Cherry (Oklahoma City, 18 november 1936 - Málaga, 19 oktober 1995) was een Amerikaans jazztrompettist. Bovendien speelde hij fluit, diverse percussie-instrumenten, piano, melodica, de Afrikaanse harp en soms trad hij op als zanger.

## Carrière
Cherry was lid van het legendarische kwartet van Ornette Coleman (1957-1961, 1987). Vervolgens speelde hij met John Coltrane en Sonny Rollins, voordat hij met Archie Shepp en John Tchicai de New York Contemporary Five formeerde. Na een gastoptreden in de band van Albert Ayler richtte hij met Gato Barbieri, Karl Berger en een Europese ritmeband zijn eigen kwintet op. Na zangonderricht bij Pandit Pran Nath (samen met Terry Riley en La Monte Young) was Cherry een van de grote verbinders van jazz en wereldmuziek. Na Europese tournees met Johnny Dyani, Okay Temiz resp. Han Bennink, Zweedse muzikanten en zijn echtgenote Moki richtte hij tijdens het midden van de jaren 1970 weer bands op met Amerikaanse collega's, in het bijzonder met Dewey Redman, Charlie Haden en Ed Blackwell (het project Old and New Dreams), later ook met Peter Apfelbaum en Carlos Ward. Bovendien concentreerde hij zich toenemend op de muziek van het Afrikaanse continent (Mandingo Griot Society, Gift of the Gnawa) en spiegelde deze ook in zijn composities. Met Naná Vasconcelos en Collin Walcott onderhield hij het voor veel invloeden openstaande trio Codona. De popgroep U2 had op het album Pop zijn stukken gesampeld. Hij speelde ook samen met Lou Reed, te horen op het album The Bells.
Het magazine Rolling Stone plaatste zijn album Mu, First Part uit 1969 in hun lijst De 100 beste jazz-albums op de 94e plaats.
Ook zijn zoon Eagle-Eye Cherry en zijn stiefdochter Neneh Cherry zijn in de muziekbusiness werkzaam.

## Overlijden
Don Cherry overleed in oktober 1995 op 58-jarige leeftijd.

## Discografie
- 1965: Complete Communion (met Gato Barbieri, Henry Grimes, Ed Blackwell)
- 1966: Symphony For Improvisers (met Barbieri, Karl Berger, Pharoah Sanders, Henry Grimes, J. F. Jenny-Clark, Ed Blackwell 1966)
- 1966: Where Is Brooklyn? (met Pharoah Sanders, Henry Grimes, Ed Blackwell)
- 1966: Live at Cafe Montmartre (met Barbieri, Berger, Bo Stief, Aldo Romano)
- 1968: Eternal Rhythm (met Albert Mangelsdorff, Sonny Sharrock, Berger, e.a.)
- 1969: Mu 1+2 (Duo met Ed Blackwell)
- 1971: Orient/Blue Lake (met Johnny Dyani und Okay Temiz)
- 1972: Organic Music (met Maffy Falay, Bengt Berger, Tommy Koverhult, Naná Vasconcelos, Okay Temiz, e.a.)
- 1973: Relativity Suite (met Jazz Composer's Orchestra)
- 1975: Brown Rice (met Billy Higgins, Charlie Haden, Frank Lowe, e.a.)
- 1976: Hear and Now (met Marcus Miller, Michael Brecker, Tony Williams, e.a.)
- 1978: Codona (= Collin Walcott, Don Cherry, Naná Vasconcelos)
- 1979: Old and New Dreams (met Dewey Redman, Ed Blackwell en Charlie Haden)
- 1980: Codona 2
- 1982: Codona 3
- 1985: Home Boy/Sister Out (met Ramuntcho Matta, Jannick Top, e.a.)
- 1986: Art Deco (met James Clay, Charlie Haden, Billy Higgins)
- 1986: Live at the Bracknell Jazz Festival (met Carlos Ward, Mark Helias, Ed Blackwell, Naná Vasconcelos)
- 1990: Multikulti (met Peter Apfelbaum, Carlos Ward, Bob Stewart, Ingrid Sertso, Karl Berger, Ed Blackwell, Naná Vasconcelos, e.a.)
- 1993: Dona Nostra (met Lennart Åberg, Bobo Stenson, Anders Jormin, Anders Kjellberg, Okay Temiz)

als sideman
- 1958: Ornette Coleman Something Else
- 1959: Ornette Coleman The Shape of Jazz to Come
- 1960: Ornette Coleman Free Jazz: A Collective Improvisation
- 1962: Sonny Rollins Our Man In Jazz
- 1965: New York Eye and Ear Control mit Albert Ayler, Roswell Rudd, John Tchicai, Gary Peacock, Sunny Murray
- 1969: Charlie Haden: Liberation Music Orchestra
- 1971: Carla Bley: Escalator over the Hill

- Bibsys: 1019685
- Biblioteca Nacional de España: XX887284
- Bibliothèque nationale de France: cb138924441 (data)
- CiNii: DA16157180
- Gemeinsame Normdatei: 138213143
- International Standard Name Identifier: 0000 0001 1067 7283
- Library of Congress Control Number: n82132925
- Nationale Bibliotheek van Letland: 000247523
- MusicBrainz: adf3879a-e091-4f73-8792-861a7a3e3abe
- Nationale Bibliotheek van Tsjechië: ola2002159384
- Nationale Bibliotheek van Israël: 987007344400705171
- Réseau des bibliothèques de Suisse occidentale: 02-A003100579
- Istituto Centrale per il Catalogo Unico: RAVV244642
- Système universitaire de documentation: 086912844
- Virtual International Authority File: 64191256
- WorldCat: E39PBJfGYBrtbvgrY7hbT4jt8C